# Административно-территориальное деление РСФСР на 1 марта 1921 года
Административно-территориальное деление РСФСР в первые годы было унаследовано от Российской империи и состояло из губерний, уездов и волостей. За период с октябрьской революции 1917 года до выпуска справочника по административно-территориальному делению РСФСР от Народного комиссариата внутренних дел (НКВД) по состоянию на 1 марта 1921 года на территории Российской Социалистической Федеративной Советской Республики было создано: 6 автономных республик, 4 автономных области, 2 трудовых коммуны, 10 губерний, 2 области.

## История
| Тип АТЕ                        | Кол-во |
| ------------------------------ | ------ |
| Первый уровень                 |        |
| Генерал-губернаторство         | 7      |
| Наместничество                 | 1      |
| Княжество                      | 1      |
| Второй уровень                 |        |
| Губерния                       | 78     |
| Область                        | 21     |
| Округ самостоятельный          | 2      |
| Градоначальство                | 9      |
| Прочие (ханство, эмират, край) | 3      |
| Третий уровень                 |        |
| Уезд                           | 812    |
| Округ                          | 35     |
| Отдел                          | 11     |
| Район городской                | 27     |
| Прочие (приставство, участок)  | 4      |
| Четвёртый уровень              |        |
| Волость                        | 16 760 |

### Начальное положение
В начале XX века Российская империя в административно-территориальном плане состояла из трёх основных звеньев: губернии (области) — уезды (округа) — волости (гмины, станицы, улусы), но кроме этого территория империи делилась по ведомственному принципу: духовое ведомство — 62 епархии, военное — 14 военных округов, судебное — 12 судебных округов, учебное — 15 учебных округов и транспортное — 9 округов. Ещё в конце XIX века появились идеи по разукрупнению административно-территориального деления страны, так в 1888 году предлагалось выделить Екатеринбургскую губернию из состава Пермской, а в 1914—1917 годах в русской прессе начали обсуждать вопрос об организации новых губерний в центральной части и Сибири. 
Но в период до Февральской революции 1917 года в административно-территориальном делении Российской империи произошли лишь незначительные изменения, а после революции вопросы административно-территориального устройства перешли к Временному правительству, которое провело реформу местных органов власти, подготовив новые законы о городском и земском самоуправлении. 30 октября (17 июня) 1917 года  по постановлению Временного правительства «Об образовании в Томской губернии 4 новых уездов и о разделении её на две губернии: Томскую и Алтайскую» была образована Алтайская губерния с центром в Барнауле. В том же году, Астраханской губернии  была выделена Букеевская губерния с центром в Урде на базе бывшей Букеевской Орды.

### Правовые основы административно-территориальных преобразований при советской власти
Изначально административно-территориальные вопросы находились в ведении местных органов власти, так 24 декабря 1917 года Совет Народных Комиссаров (СНК) разъяснил, что «новое административно-территориальное разграничение зависит исключительно только от соглашения заинтересованных Советов». Позднее, 27 января 1918 года, был выпущен декрет «О порядке изменения границ губернских, уездных и прочих», который развил положение о необходимости проведения районирования в масштабах всей страны.
Пункт «е» статьи 49 Конституции РСФСР от 10 июля 1918 года закреплял, что «исключительно ведению Всероссийского Съезда Советов и ВЦИК подлежит общее административное разделение территории РСФСР», но на практике такие вопросы решались и другими органами власти. В последующем, 15 июля 1919 года, СНК постановил, что вопрос об изменении границ губерний, уездов и волостей разрешается НКВД по представлению губернских Советов депутатов.
В декабре 1919 года вопросы административно-территориального устройства РСФСР перешли в руки Административной комиссии при Президиуме Всероссийского центрального исполнительного комитета (ВЦИК).

### Новые административно-территориальные единицы

#### Первый период
С момента октябрьской революции 1917 года в административно-территориальном делении России начали происходить существенные изменения. В этот период, в условиях гражданской войны, был сделан выбор в пользу федеративного национально-территориального принципа построения нового государства. Первым периодом стал — период «власти на местах», когда местные органы производили изменение границ самостоятельно без санкций центральной власти.
По инициативе местных советских органов с марта 1918 года стали образовываться областные объединения Советов, включавшие в себя несколько губерний. Например, 11 апреля 1918 года из Смоленской, Витебской, Могилевской, Минской и Гродненской губерний была образована Западная область (Западная коммуна), которая 2 февраля 1919 года была разделена между Белорусской ССР и Смоленской губернией РСФСР. А в апреле был образован Союз коммун Северной области, в который были объединены восемь северо-западных губерний: Петроградская, Псковская, Новгородская, Вологодская, Олонецкая, Архангельская, а затем и Северо-Двинская и Череповецкая.
Первыми губерниями, образованные советскими органами власти, стали Череповецкая (10 июня 1918 года) и Иваново-Вознесенская (20 июня 1918 года), чуть позже, 24 июля 1918 года, была образована Северо-Двинская губерния. Позднее, приказом №62 Военного совета Северо-Кавказского военного округа от 7 сентября 1918 года из частей Саратовской и Астраханской губерний была организована Царицынская губерния. а в октябре того же года на территории РСФСР возникло первое национально-государственное образование — Трудовая коммуна Немцев Поволжья.
В январе 1919 года из Белорусской ССР в состав РСФСР вошли Могилёвская, Витебская, Смоленская губернии. В марте этого же года, была образована вторая национальная автономия — Башкирская АССР, в состав которой вошли южная часть Уфимской и северная часть Оренбургской губерний. В июле 1919 года из состава Пермской была выделена Екатеринбургская губерния, а также была упразднена Могилёвская губерния — из ее территории, а также из северных уездов Черниговской и южных уездов Минской губерний была образована новая Гомельская губерния в составе РСФСР. В августе 1919 года Тобольская губерния была разделена на три новых губернии — Тюменскую, Омскую и Челябинскую.

#### Второй период
Второй период берёт начало с образования Административной комиссии при Президиуме Всероссийского центрального исполнительного комитета (ВЦИК) в декабре 1919 года, когда вся работа по административного районированию была сосредоточена в центре. Административной комиссией были выработаны следующие основные принципы районирования: укрепление классовых пролетарских центров с учётом промышленных и сельскохозяйственных округов; учёт состояния грунтовых и шоссейных дорог; учёт национальных особенностей. В административном делении всех частей РСФСР было решено временно сохранить три основных административных единицы: губернию, уезд и волость.
В декабре 1920 года была ликвидирована Черноморская губерния и Кубанская область, которые 27 марта 1920 года вошли в состав Кубано-Черноморской области. В марте 1920 года была ликвидирована область войска Донского, а из ее территории образована Донская область, а часть территорий отошла к Донецкой губернии Украинской ССР. В апреле 1920 года была создана Брянская губерния из западных уездов Орловской губернии. 27 мая 1920 года была образована ещё одна автономная республика — Татарская АССР, а в июне созданы ещё две национальные автономии Карельская трудовая коммуна и Чувашская трудовая коммуна (Чувашская автономная область).
26 августа 1920 года была создана ещё одна автономная республика — Киргизская АССР, в которой в сентябре из Тургайской и Уральской области, а также части Оренбургской губернии, переданной в её состав, была образована Оренбурго-Тургайская губерния (область). Наряду с автономными республиками и национальными трудовыми коммунами, 4 ноября 1920 года были образованы автономные национальные области: Вотская, Марийская, Калмыцкая.
В январе 1921 года в районах Северного Кавказа были образованы Дагестанская АССР и Горская АССР. В феврале 1921 года из западных уездов Ярославской губернии и части Тверской была выделена новая Рыбинская губерния.

## Административно-территориальное деление
На 1 марта 1921 года Российская Социалистическая Федеративная Советская Республика состояла из:
- 6 автономных республик (АССР), в них:
  - 22 кантона;
  - 6 областей;
  - 1 губерния;
  - 16 округов;
  - 37 уездов;
- 4 автономных областей (АО), в них:
  - 10 улусов;
  - 8 уездов;
  - 3 кантона;
- 2 трудовых коммун (ТК), в них:
  - 16 районов;
- 46 губерний, в них:
  - 381 уезд;
- 2 областей, в них:
  - 11 округов;
  - 7 отделов.

### Легенда
- — административно-территориальная единица образована советской властью.

| Название административно-территориальной единицы               | Административный центр | Дата образования                | Орган власти или должностное лицо                             | АТЕ                                       | Примечания                   |
| -------------------------------------------------------------- | ---------------------- | ------------------------------- | ------------------------------------------------------------- | ----------------------------------------- | ---------------------------- |
| Российская Социалистическая Федеративная Советская Республика  | Москва                 | 25 октября (7 ноября) 1917      | II Всероссийский съезд Советов рабочих и солдатских депутатов | см. выше                                  | [ БРЭ 1 ] [ с 1 ]            |
| Автономные республики                                          |                        |                                 |                                                               |                                           |                              |
| Башкирская Автономная Советская Социалистическая Республика    | Стерлитамак            | 23 марта 1919                   | Башкирское правительство, ВЦИК и СНК РСФСР                    | Кантоны: 12                               | [ БРЭ 2 ] [ с 2 ]            |
| Татарская Автономная Советская Социалистическая Республика     | Казань                 | 27 мая 1920                     | ВЦИК и СНК РСФСР                                              | Кантоны: 10                               | [ БРЭ 3 ] [ с 3 ]            |
| Киргизская Автономная Советская Социалистическая Республика    | Оренбург               | 26 августа 1920                 | ВЦИК РСФСР                                                    | Области: 4; Губернии: 1; в них: 37 уездов | [ БРЭ 4 ] [ с 4 ]            |
| Туркестанская Автономная Советская Социалистическая Республика | Ташкент                | 30 апреля 1918                  | V краевой съезд Советов Туркестана                            | Области: 6                                | [ БРЭ 5 ] [ с 5 ]            |
| Дагестанская Автономная Советская Социалистическая Республика  | Темир-Хан-Шура         | 20 января 1921                  | ВЦИК РСФСР                                                    | Округа: 10                                | [ БРЭ 6 ] [ с 6 ]            |
| Горская Автономная Советская Социалистическая Республика       | Владикавказ            | 20 января 1921                  | ВЦИК РСФСР                                                    | Округа: 6                                 | [ БРЭ 7 ] [ с 7 ]            |
| Автономные области                                             |                        |                                 |                                                               |                                           |                              |
| Чувашская автономная область                                   | Чебоксары              | 24 июня 1920                    | ВЦИК и СНК РСФСР                                              | Уезды: 3                                  | [ БРЭ 8 ] [ с 8 ]            |
| Калмыцкая автономная область                                   | Астрахань              | 4 ноября 1920                   | ВЦИК и СНК РСФСР                                              | Улусы: 10                                 | [ БРЭ 9 ] [ с 9 ]            |
| Марийская автономная область                                   | Краснококшаиск         | 4 ноября 1920                   | ВЦИК и СНК РСФСР                                              | Кантоны: 3                                | [ БРЭ 10 ] [ с 10 ]          |
| Автономная область вотского народа                             | Глазов                 | 4 ноября 1920                   | ВЦИК и СНК РСФСР                                              | Уезды: 5                                  | [ БРЭ 11 ] [ с 11 ]          |
| Трудовые коммуны                                               |                        |                                 |                                                               |                                           |                              |
| Трудовая коммуна немцев Поволжья                               | Марксштадт             | 19 октября 1918                 | СНК РСФСР                                                     | Районы: 13                                | [ БРЭ 12 ] [ с 12 ]          |
| Карельская трудовая коммуна                                    | Петрозаводск           | 8 июня 1920                     | ВЦИК РСФСР                                                    | Районы: 3                                 | [ БРЭ 13 ] [ с 13 ]          |
| Губернии                                                       |                        |                                 |                                                               |                                           |                              |
| Алтайская губерния                                             | Барнаул                | 30 (17) июля 1917               | Временное правительство                                       | Уезды: 5                                  | [ БРЭ 14 ] [ с 14 ]          |
| Архангельская губерния                                         | Архангельск            | 26 марта (6 апреля) 1784        | Императрица Всероссийская                                     | Уезды: 9                                  | [ БРЭ 15 ] [ с 15 ] [ с 16 ] |
| Астраханская губерния                                          | Астрахань              | 12 (23) декабря 1796            | Император Всероссийский                                       | Уезды: 3                                  | [ БРЭ 16 ] [ с 17 ] [ с 18 ] |
| Брянская губерния                                              | Брянск                 | 1 апреля 1920                   | СНК РСФСР                                                     | Уезды: 5                                  | [ БРЭ 17 ] [ с 19 ]          |
| Витебская губерния                                             | Витебск                | 27 февраля (11 марта) 1802      | Правительствующий сенат                                       | Уезды: 10                                 | [ БРЭ 18 ] [ с 20 ] [ с 21 ] |
| Владимирская губерния                                          | Владимир               | 2 (13) марта 1778               | Император или императрица                                     | Уезды: 12                                 | [ БРЭ 19 ] [ с 22 ] [ с 23 ] |
| Вологодская губерния                                           | Вологда                | 12 (23) декабря 1796            | Император или императрица                                     | Уезды: 6                                  | [ БРЭ 20 ] [ с 24 ] [ с 25 ] |
| Воронежская губерния                                           | Воронеж                | 18 (29) декабря 1708            | Царь                                                          | Уезды: 12                                 | [ БРЭ 21 ] [ с 26 ] [ с 27 ] |
| Вятская губерния                                               | Вятка                  | 11 (22) сентября 1780           | Император или императрица                                     | Уезды: 10                                 | [ БРЭ 22 ] [ с 28 ] [ с 29 ] |
| Гомельская губерния                                            | Гомель                 | 11 июля 1919                    | НКВД РСФСР                                                    | Уезды: 13                                 | [ БРЭ 23 ] [ с 30 ]          |
| Екатеринбургская губерния                                      | Екатеринбург           | 15 июля 1919                    | НКВД РСФСР                                                    | Уезды: 6                                  | [ БРЭ 24 ] [ с 31 ]          |
| Енисейская губерния                                            | Красноярск             | 26 января (7 февраля) 1822      | Император или императрица                                     | Уезды: 5                                  | [ БРЭ 25 ] [ с 32 ] [ с 33 ] |
| Иваново-Вознесенская губерния                                  | Иваново-Вознесенск     | 20 июня 1918                    | НКВД РСФСР                                                    | Уезды: 6                                  | [ БРЭ 26 ] [ с 34 ]          |
| Иркутская губерния                                             | Иркутск                | 10 (30) октября 1764            | Император или императрица                                     | Уезды: 10                                 | [ БРЭ 27 ] [ с 35 ] [ с 36 ] |
| Калужская губерния                                             | Калуга                 | 24 августа (4 сентября) 1776    | Император или императрица                                     | Уезды: 11                                 | [ БРЭ 28 ] [ с 37 ] [ с 38 ] |
| Костромская губерния                                           | Кострома               | 6 (17) марта 1778               | Император или императрица                                     | Уезды: 11                                 | [ БРЭ 29 ] [ с 39 ] [ с 40 ] |
| Курская губерния                                               | Курск                  | 23 мая (3 июня) 1779            | Император или императрица                                     | Уезды: 15                                 | [ БРЭ 30 ] [ с 41 ] [ с 42 ] |
| Московская губерния                                            | Москва                 | 18 (29) декабря 1708            | Царь                                                          | Уезды: 15                                 | [ БРЭ 31 ] [ с 43 ] [ с 44 ] |
| Нижегородская губерния                                         | Нижний Новгород        | 29 мая (9 июня) 1719            | Царь                                                          | Уезды: 13                                 | [ БРЭ 32 ] [ с 45 ] [ с 46 ] |
| Новгородская губерния                                          | Новгород               | 29 апреля (10 мая) 1727         | Император или императрица                                     | Уезды: 7                                  | [ БРЭ 33 ] [ с 47 ] [ с 48 ] |
| Олонецкая губерния                                             | Петрозаводск           | 12 сентября 1920                | ВЦИК РСФСР                                                    | Уезды: 4                                  | [ БРЭ 34 ] [ с 49 ]          |
| Омская губерния                                                | Омск                   | 3 января 1920                   | Сибревком                                                     | Уезды: 6                                  | [ БРЭ 35 ] [ с 50 ]          |
| Орловская губерния                                             | Орёл                   | 28 февраля (11 марта) 1778      | Император или императрица                                     | Уезды: 8                                  | [ БРЭ 36 ] [ с 51 ] [ с 52 ] |
| Пензенская губерния                                            | Пенза                  | 15 (26) сентября 1780           | Император или императрица                                     | Уезды: 10                                 | [ БРЭ 37 ] [ с 53 ] [ с 54 ] |
| Пермская губерния                                              | Пермь                  | 27 января (7 февраля) 1781      | Император или императрица                                     | Уезды: 7                                  | [ БРЭ 38 ] [ с 55 ] [ с 56 ] |
| Петроградская губерния                                         | Петроград              | 18 (29) декабря 1708            | Царь                                                          | Уезды: 8                                  | [ БРЭ 39 ] [ с 57 ] [ с 58 ] |
| Псковская губерния                                             | Псков                  | 28 мая (8 июня) 1772            | Император или императрица                                     | Уезды: 8                                  | [ БРЭ 40 ] [ с 59 ] [ с 60 ] |
| Рязанская губерния                                             | Рязань                 | 28 февраля (11 марта) 1778      | Император или императрица                                     | Уезды: 13                                 | [ БРЭ 41 ] [ с 61 ] [ с 62 ] |
| Рыбинская губерния                                             | Рыбинск                | 3 февраля 1921                  | ВЦИК РСФСР                                                    | Уезды: 5                                  | [ БРЭ 42 ] [ с 63 ]          |
| Самарская губерния                                             | Самара                 | 6 (18) декабря 1850             | Император или императрица                                     | Уезды: 6                                  | [ БРЭ 43 ] [ с 64 ] [ с 65 ] |
| Саратовская губерния                                           | Саратов                | 5 (16) марта 1797               | Император или императрица                                     | Уезды: 12                                 | [ БРЭ 44 ] [ с 66 ] [ с 67 ] |
| Северо-Двинская губерния                                       | Великий-Устюг          | 24 июля 1918                    | НКВД РСФСР                                                    | Уезды: 5                                  | [ БРЭ 45 ] [ с 68 ]          |
| Симбирская губерния                                            | Симбирск               | 15 (26) сентября 1780           | Император или императрица                                     | Уезды: 7                                  | [ БРЭ 46 ] [ с 69 ] [ с 70 ] |
| Смоленская губерния                                            | Смоленск               | 18 (29) декабря 1708            | Царь                                                          | Уезды: 13                                 | [ БРЭ 47 ] [ с 71 ] [ с 72 ] |
| Ставропольская губерния                                        | Ставрополь             | 2 (14) мая 1847                 | Император или императрица                                     | Уезды: 7                                  | [ БРЭ 48 ] [ с 73 ] [ с 74 ] |
| Тамбовская губерния                                            | Тамбов                 | 16 (27) сентября 1779           | Император или императрица                                     | Уезды: 12                                 | [ БРЭ 49 ] [ с 75 ] [ с 76 ] |
| Тверская губерния                                              | Тверь                  | 25 ноября (6 декабря) 1775      | Правительствующий сенат                                       | Уезды: 14                                 | [ БРЭ 50 ] [ с 77 ] [ с 78 ] |
| Тюменская губерния                                             | Тюмень                 | 21 апреля 1920                  | ВЦИК РСФСР                                                    | Уезды: 7                                  | [ БРЭ 51 ] [ с 79 ]          |
| Томская губерния                                               | Томск                  | 26 февраля (9 марта) 1804       | Император или императрица                                     | Уезды: 7                                  | [ БРЭ 52 ] [ с 80 ] [ с 81 ] |
| Тульская губерния                                              | Тула                   | 9 (20) марта 1777               | Император или императрица                                     | Уезды: 12                                 | [ БРЭ 53 ] [ с 82 ] [ с 83 ] |
| Уфимская губерния                                              | Уфа                    | 23 декабря 1781 (3 января 1782) | Император или императрица                                     | Уезды: 4                                  | [ БРЭ 54 ] [ с 84 ] [ с 85 ] |
| Царицынская губерния                                           | Царицын                | 7 сентября 1918                 | Военный совет Северо-Кавказского ВО                           | Уезды: 3                                  | [ БРЭ 55 ] [ с 86 ]          |
| Челябинская губерния                                           | Челябинск              | 27 августа 1919                 | ВЦИК РСФСР                                                    | Уезды: 4                                  | [ БРЭ 56 ] [ с 87 ]          |
| Череповецкая губерния                                          | Череповец              | 10 июня 1918                    | НКВД РСФСР                                                    | Уезды: 5                                  | [ БРЭ 57 ] [ с 88 ]          |
| Ярославская губерния                                           | Ярославль              | 28 января (11 марта) 1777       | Император или императрица                                     | Уезды: 5                                  | [ БРЭ 58 ] [ с 89 ] [ с 90 ] |
| Якутская губерния                                              | Якутск                 | 21 августа 1920                 | Сибревком                                                     | Уезды: 5                                  | [ БРЭ 59 ] [ с 91 ] [ с 92 ] |
| Области                                                        |                        |                                 |                                                               |                                           |                              |
| Донская область                                                | Ростов                 | 20 марта 1920                   | нет данных                                                    | Округа: 8                                 | [ БРЭ 60 ] [ с 93 ]          |
| Кубано-Черноморская область                                    | Краснодар              | 27 марта 1920                   | Кубанский областной ревком                                    | Округа: 3; Отделы: 7                      | [ БРЭ 61 ] [ с 93 ]          |

Также в состав РСФСР входила территория Крыма с центром в городе Симферополь, состоящая из Симферопольского, Евпаторийского, Перекопского, Ялтинского, Феодосийского уездов и которая была присоединёна в ноябре 1920 года, но её статус на момент выпуска справочника по административно-территориальному делению РСФСР от Народного комиссариата внутренних дел (НКВД) по состоянию на 1 марта 1921 года ещё не был определён. Позже, 18 октября 1921 года, «в границах Крымского полуострова из существующих округов: Джанкойского, Евпаторийского, Керченского, Севастопольского, Симферопольского, Феодосийского и Ялтинского» была создана Автономная Крымская Социалистическая Советская Республика.

## Статистика
| Административно-территориальные единицы по создавшим их органам власти | Административно-территориальные единицы по создавшим их органам власти | Административно-территориальные единицы по создавшим их органам власти | Административно-территориальные единицы по создавшим их органам власти | Административно-территориальные единицы по создавшим их органам власти |
| Орган власти                                                           |                                                                        |                                                                        |                                                                        | Кол-во                                                                 |
| ---------------------------------------------------------------------- | ---------------------------------------------------------------------- | ---------------------------------------------------------------------- | ---------------------------------------------------------------------- | ---------------------------------------------------------------------- |
| ВЦИК РСФСР                                                             |                                                                        |                                                                        | 8                                                                      |                                                                        |
| НКВД РСФСР                                                             |                                                                        |                                                                        | 5                                                                      |                                                                        |
| СНК РСФСР                                                              |                                                                        |                                                                        | 2                                                                      |                                                                        |
| ВЦИК и СНК РСФСР                                                       |                                                                        |                                                                        | 6                                                                      |                                                                        |
| Сибревком                                                              |                                                                        |                                                                        | 2                                                                      |                                                                        |
| Временное правительство                                                |                                                                        |                                                                        | 1                                                                      |                                                                        |
| Император или императрица                                              |                                                                        |                                                                        | 30                                                                     |                                                                        |
| Правительствующий сенат                                                |                                                                        |                                                                        | 2                                                                      |                                                                        |
| Другие                                                                 |                                                                        |                                                                        | 4                                                                      |                                                                        |
| 1. 2.                                                                  |                                                                        |                                                                        |                                                                        |                                                                        |

| Административно-территориальные единицы по векам создания | Административно-территориальные единицы по векам создания | Административно-территориальные единицы по векам создания | Административно-территориальные единицы по векам создания | Административно-территориальные единицы по векам создания |
| Век                                                       |                                                           |                                                           |                                                           | Кол-во                                                    |
| --------------------------------------------------------- | --------------------------------------------------------- | --------------------------------------------------------- | --------------------------------------------------------- | --------------------------------------------------------- |
| XVIII век                                                 |                                                           |                                                           | 27                                                        |                                                           |
| XIX век                                                   |                                                           |                                                           | 5                                                         |                                                           |
| XX век                                                    |                                                           |                                                           | 25                                                        |                                                           |

| Административно-территориальные единицы по странам, в которых были созданы | Административно-территориальные единицы по странам, в которых были созданы | Административно-территориальные единицы по странам, в которых были созданы | Административно-территориальные единицы по странам, в которых были созданы | Административно-территориальные единицы по странам, в которых были созданы |
| Страна                                                                     |                                                                            |                                                                            |                                                                            | Кол-во                                                                     |
| -------------------------------------------------------------------------- | -------------------------------------------------------------------------- | -------------------------------------------------------------------------- | -------------------------------------------------------------------------- | -------------------------------------------------------------------------- |
| Русское царство                                                            |                                                                            |                                                                            | 5                                                                          |                                                                            |
| Российская империя                                                         |                                                                            |                                                                            | 28                                                                         |                                                                            |
| РСФСР                                                                      |                                                                            |                                                                            | 27                                                                         |                                                                            |

## Комментарии
1. ↑  Образована по Соглашению центральной советской власти с Башкирским правительством о советской автономной Башкирии от 23 марта 1919 года.
2. ↑  Образована по положению Всероссийского центрального исполнительного комитета (ВЦИК) и Совета Народных Комиссаров (СНК) РСФСР «Об Автономной Татарской Социалистической Советской Республике» от 27 мая 1920 года.
3. ↑  Образована по декрету Всероссийского центрального исполнительного комитета (ВЦИК) и Совета Народных Комиссаров (СНК) РСФСР «Об образовании Автономной Киргизской Социалистической Советской Республики» от 26 августа 1920 года.
4. ↑  Образована, как Туркестанская Советская Федеративная Республика, по положению «О Туркестанской Советской Федеративной Республике» от 30 апреля 1918 года.
5. ↑  Образована по постановлению Всероссийского центрального исполнительного комитета (ВЦИК) «Об Автономной Дагестанской Социалистической Советской Республике» от 20 января 1921 года.
6. ↑  Образована по постановлению Всероссийского центрального исполнительного комитета (ВЦИК) «Об Автономной Горской Социалистической Советской Республике» от 20 января 1921 года
7. ↑  Образована по постановлению Всероссийского центрального исполнительного комитета (ВЦИК) и Совета Народных Комиссаров (СНК) РСФСР «Об Автономной Чувашской области» от 24 июня 1920 года.
8. ↑  Образована по постановлению Всероссийского центрального исполнительного комитета (ВЦИК) и Совета Народных Комиссаров (СНК) РСФСР «Об образовании Автономной области калмыцкого народа» от 4 ноября 1920 года.
9. ↑  Образована по постановлению Всероссийского центрального исполнительного комитета (ВЦИК) и Совета Народных Комиссаров (СНК) РСФСР «Об образовании Автономной области марийского народа» от 4 ноября 1920 года.
10. ↑  Образована, как Автономная область вотякского народа, по постановлению Всероссийского центрального исполнительного комитета (ВЦИК) и Совета Народных Комиссаров (СНК) РСФСР «Об образовании Автономной области вотякского народа» от 4 ноября 1920 года.
11. ↑  Образована по декрету Совета Народных Комиссаров (СНК) РСФСР «О создании области немцев Поволжья» от 19 октября 1918 года.
12. ↑  Образована по постановлению Всероссийского центрального исполнительного комитета (ВЦИК) РСФСР «Об образовании Карельской трудовой коммуны» от 8 июня 1920 года.
13. ↑  Образована по постановлению Временного правительства «Об образовании в Томской губернии 4 новых уездов и о разделении её на две губернии: Томскую и Алтайскую» от 30 октября (17 июня) 1917 года.
14. ↑  Образована, как Архангельское наместничество, по указу Императрицы Всероссийской Екатерины II Сенату «Об учреждении в Архангельской области наместничества с положенными в губернском городе присутственными местами» от 26 марта (6 апреля) 1784 года.
15. 1 2  Образована по указу Императора Всероссийского Павла I Сенату «О новом разделении государства на губернии» от 12 (23) декабря 1796 года.
16. ↑  Образована постановлением Совета Народных Комиссаров (СНК) РСФСР «Об образовании Брянской губернии» от 1 апреля 1920 года.
17. ↑  Образована по указу Сената «Об учреждении губерний Малороссийских: Черниговской и Полтавской и Белорусских: Могилевской и Витебской» от 27 февраля (11 марта) 1802 года.
18. ↑  Образована по указу Императрицы Всероссийской Екатерины II «Об учреждении Владимирской губернии» от 2 (13) марта 1778 года.
19. 1 2 3 4  Образована по указу Государя, Царя и Великого Князя всея Руси Петра I «Об учреждении губерний и о росписании к ним городов» от 18 (29) декабря 1708 года.
20. ↑  Образована, как Вятское наместничество, по указу Императрицы Всероссийской Екатерины II Сенату «Об учреждении Вятского наместничества из 13 уездов» от 11 (22) сентября 1780 года.
21. ↑  Образована постановлением Народного Комиссариата внутренних дел «Об образовании Гомельской губернии и об упразднении Могилевской губернии» от 11 июля 1919 года.
22. ↑  Образована постановлением Народного Комиссариата внутренних дел (НКВД) РСФСР «О разделе Пермской губернии на две самостоятельные — Пермскую и Екатеринбургскую» от 15 июля 1919 года.
23. ↑  Образована по указу Императора Всероссийского Александра I Сенату «О разделении сибирских губерний на Западной и Восточное управления» от 26 января (7 февраля) 1822 года.
24. ↑  Образование было утверждено объявлением Народного Комиссариата внутренних дел (НКВД) РСФСР «Об образовании новой Иваново-Вознесенской губернии из частей губерний Костромской и Владимирской» от 20 июня 1918 года.
25. ↑  Образована по указу Императрицы Всероссийской Екатерины II Сенату «Об учинении в Сибирской царстве другой губернии, под названием Иркутской» от 10 (30) октября 1764 года.
26. ↑  Образована по указу Императрицы Всероссийской Екатерины II Сенату «Об учреждении вновь Калужской губернии, из 12 уездов» от 24 августа (4 сентября) 1776 года.
27. ↑  Образована по указу Императрицы Всероссийской Екатерины II «Об учреждении Костромской губернии» от 6 (17) марта 1778 года.
28. ↑  Образована по указу Императрицы Всероссийской Екатерины II Сенату «Об учреждении Курской губернии» от 23 мая (3 июня) 1779 года.
29. ↑  Образована по указу Государя, Царя и Великого Князя всея Руси Петра I «Об устройстве губерний и об определении в оных правителей» от 29 мая (9 июня) 1719 года.
30. ↑  Образована по указу Императрицы Всероссийской Екатерины I Верховному тайному совету Сената «О приписке Сибирской губернии провинций Вятской и Соликамской, к Казанской губернии Великолуцкой, Белозёрской, Тверской провинции к Новгородской губернии, Ярославской провинции к Московской губернии» от 29 апреля (10 мая) 1727 года.
31. ↑  Олонецкая губерния существовала в Российской империи, но в 1920 году большая часть губернии отошла Карельской трудовой коммуне, в связи с чем губерния была вновь образована декретом Всероссийского центрального исполнительного комитета (ВЦИК) и Совета Народных Комиссаров (СНК) РСФСР «Об образовании Олонецкой губернии» от 12 сентября 1920 года.
32. ↑  Образована по постановлению Сибирского революционного комитета (Сибревкома) «О расформировании Акмолинской области и образовании Омской губернии» от 3 января 1920 года.
33. ↑  Образована по указу Императрицы Всероссийской Екатерины II «Об учреждении Орловской губернии» от 28 февраля (11 марта) 1778 года.
34. ↑  Образована, как Пензенское наместничество, по указу Императрицы Всероссийской Екатерины II Сенату «Об учреждении Пензенского наместничества из 13 уездов» от 15 (26) сентября 1780 года.
35. ↑  Образована, как Пермское наместничество, по указу Императрицы Всероссийской Екатерины II Сенату «Об учреждении Пермского наместничества из двух областей Пермской и Екатеринбургской, с разделением оных на уезды» от 27 января (7 февраля) 1781 года.
36. ↑  Образована по наказу Императрицы Всероссийской Екатерины II генералу графу Чернышеву «О поручении ему управления присоединённых к России польских губерний» от 28 мая (8 июня) 1772 года из вновь присоединённых от Польши земель в результате первого раздела Речи Посполитой.
37. ↑  Образована по указу Императрицы Всероссийской Екатерины II «Об учреждении Рязанской губернии» от 28 февраля (11 марта) 1778 года.
38. ↑  Образована постановлением Всероссийского центрального исполнительного комитета (ВЦИК) РСФСР «Об образовании Рыбинской губернии» от 3 февраля 1921 года.
39. ↑  Образована по указу Императора Всероссийского Николая I Сенату «О образовании на левом берегу Волги новой Самарской губернии» от 6 (18) декабря 1850 года.
40. ↑  Образована по указу Императора Всероссийского Павла I Сенату «О бытии уездному городу Саратову губернским» от 5 (16) марта 1797 года.
41. ↑  Образована постановлением коллегии Народного Комиссариата внутренних дел (НКВД) РСФСР «О разделе Вологодской губернии на две самостоятельные — Вологодскую и Северо-Двинскую» от 24 июля 1918 года.
42. ↑  Образована, как Симбирское наместничество, по указу Императрицы Всероссийской Екатерины II Сенату «Об учреждении Симбирского наместничества из 13 уездов» от 15 (26) сентября 1780 года.
43. ↑  Образована по указу Императора Всероссийского Николая I Сенату «О именовании Кавказской области Ставропольской губернией» от 2 (14) мая 1847 года.
44. ↑  Образована, как Тамбовское наместничество, по указу Императрицы Всероссийской Екатерины II Сенату «О составлении Тамбовского наместничества из пятнадцати уездов» от 16 (27) сентября 1779 года.
45. ↑  Образована, как Тверское наместничество, по указу Сената «О преобразовании Тверской и Смоленской губерний на основании учреждения о губерниях» от 25 ноября (6 декабря) 1775 года.
46. ↑  Окончательное образование Тюменской губернии было закреплено декретом Всероссийского центрального исполнительного комитета (ВЦИК) РСФСР «О передаче Челябинской и Тюменьской губерний с Ишимским уездом в ведение Революционного Совета 1-й Армии Труда и об изъятии их из ведения Сибирского Революционного Комитета» от 21 апреля 1920 года.
47. ↑  Образована по указу Императора Всероссийского Александра I Сенату «О разделении Тобольской губернии на две части и об учреждении Томской губернии» от 26 февраля (9 марта) 1804 года.
48. ↑  Образована, как Тульское наместничество, по указу Императрицы Всероссийской Екатерины II Сенату «Об учреждении Тульского наместничества» от 9 (20) марта 1777 года.
49. ↑  Образована, как Уфимское наместничество, по указу Императрицы Всероссийской Екатерины II Сенату «Об учреждении Уфимского наместничества из двух областей Уфимской и Оренбургской и о разделении оных на уезды» от 23 декабря 1781 года (3 января 1782 года).
50. ↑  Образована приказом №62 Военного Совета Северо-Кавказского военного округа от 7 сентября 1918 года.
51. ↑  Образована постановлением Всероссийского центрального исполнительного комитета (ВЦИК) РСФСР «Об образовании Челябинского районного управления на правах губернского органа» от 27 августа 1919 года
52. ↑  Образована постановлением Народного Комиссариата внутренних дел (НКВД) РСФСР от 10 июня 1918 года.
53. ↑  Образована по указу Императрицы Всероссийской Екатерины II Сенату «Об учреждении Ярославской губернии» от 28 января (11 марта) 1777 года.
54. ↑  Образована по постановлению Сибирского революционного комитета (Сибревкома) «О восстановлении Якутской области как самостоятельной губернской единицы в прежних границах» от 21 августа 1920 года.
55. ↑  Донская область была образована после установления советской власти на территории области Войска Донского и передачи территорий в пользу Донецкой губернии УССР. Первое упоминание Донской области встречается в телеграмме №196  помощника командира войск Донской области Окрвоенкому в Ростов-на-Дону от 29 марта 1920 года.
56. ↑  Согласно постановлению №1 от 27 марта 1920 года Кубанского областного революционного комитета он приступил к управлению Кубанской область «в составе отделов Екатеринодарского, Кавказского, Лабинского, Ейского, Майкопского, Баталпашинского, Таманского и Черноморской губернией в составе округов Туапсинского, Сочинского и Новороссийского». C 29 марта ревком начал именоваться Кубано-Черноморским, как и область соответственно.